# Methyleenblauw
Methyleenblauw is een kleurstof die onder andere in de microbiologie wordt gebruikt voor het aankleuren van preparaten. Oplossingen van methyleenblauw worden in de analytische chemie veel gebruikt als redoxindicator. In geoxideerde toestand is het diepblauw van kleur.
Methyleenblauw werd voor het eerst bereid in 1876 door de Duitse scheikundige Heinrich Caro.

## Toepassingen
Een eigenschap van methyleenblauw is dat een dode cel wel wordt gekleurd en een levende niet. Het wordt heel goed opgenomen door kleistoffen en organische stoffen.
Methyleenblauw kan ook ingezet worden om schimmels en parasitaire protozoa (zoals witte stip in aquaria) te doden, vaak in combinatie met malachietgroen en formaldehyde (formaline).
Methyleenblauw was de eerste scheikundige verbinding die ingezet werd als geneesmiddel. Het werd gebruikt tegen malaria. Het was echter niet geliefd bij de soldaten wegens de verkleuring van de urine en van het oogwit.
In de chirurgie wordt methyleenblauw gebruikt om eventuele naadlekkages en fistels op te sporen na ingrepen aan of aandoeningen van het maag-darmkanaal, zoals een gastric bypass of gastric sleeve maar ook bij operaties aan de twaalfvingerige darm of bij ernstige alvleesklierontsteking met fistelvorming. Hiervoor moet de patiënt een kleine hoeveelheid methyleenblauw drinken of krijgt dit toegediend via een maagsonde. Bij lekkage van het maag-darmkanaal is de blauwe kleurstof in een (wond)drain te zien. Verder wordt het in de darm opgenomen en via de nieren weer uitgescheiden, waardoor de urine groen tot blauw kleurt.
Een recent en nog experimenteel medisch gebruik van methyleenblauw is de behandeling van ernstige bloeddrukdaling bij sepsis ('bloedvergiftiging'). Deze bloeddrukdaling wordt veroorzaakt door verstoring van de stikstofmonoxidehuishouding in de gladde spiercellen en endotheelcellen van de vaatwand, waar het stikstofmonoxide (NO) verantwoordelijk is voor ontspanning van de vaatwand. Deze ontspanning leidt tot bloeddrukdaling. Verstoring van de stikstofmonoxidehuishouding komt tot stand onder invloed van diverse stress-enzymen. De werking van methyleenblauw is gebaseerd op antagonistische werking op stikstofmonoxidereceptoren, remming van de werking van het enzym guanylaatcyclase (een enzym dat de omzetting van guanosinetrifosfaat tot cyclisch guanosinemonofosfaat, een belangrijke secundaire boodschapper in metabolische processen in de cel, katalyseert) en het direct wegvangen van stikstofmonoxide. Omdat het de vaatspanning-regulering van het gehele vaatstelsel beïnvloedt kan dit resulteren in verminderde doorbloeding van de lever en met name de nieren. Aanvullende therapie om schade aan deze vitale organen te voorkomen wordt dan ook toegepast.